# Dule (Sorbin)
Dule – część wsi Sorbin w Polsce, położona w województwie świętokrzyskim, w powiecie skarżyskim, w gminie Bliżyn.
W latach 1975–1998 Dule administracyjnie należały do województwa kieleckiego.